# Teoria dei segnali

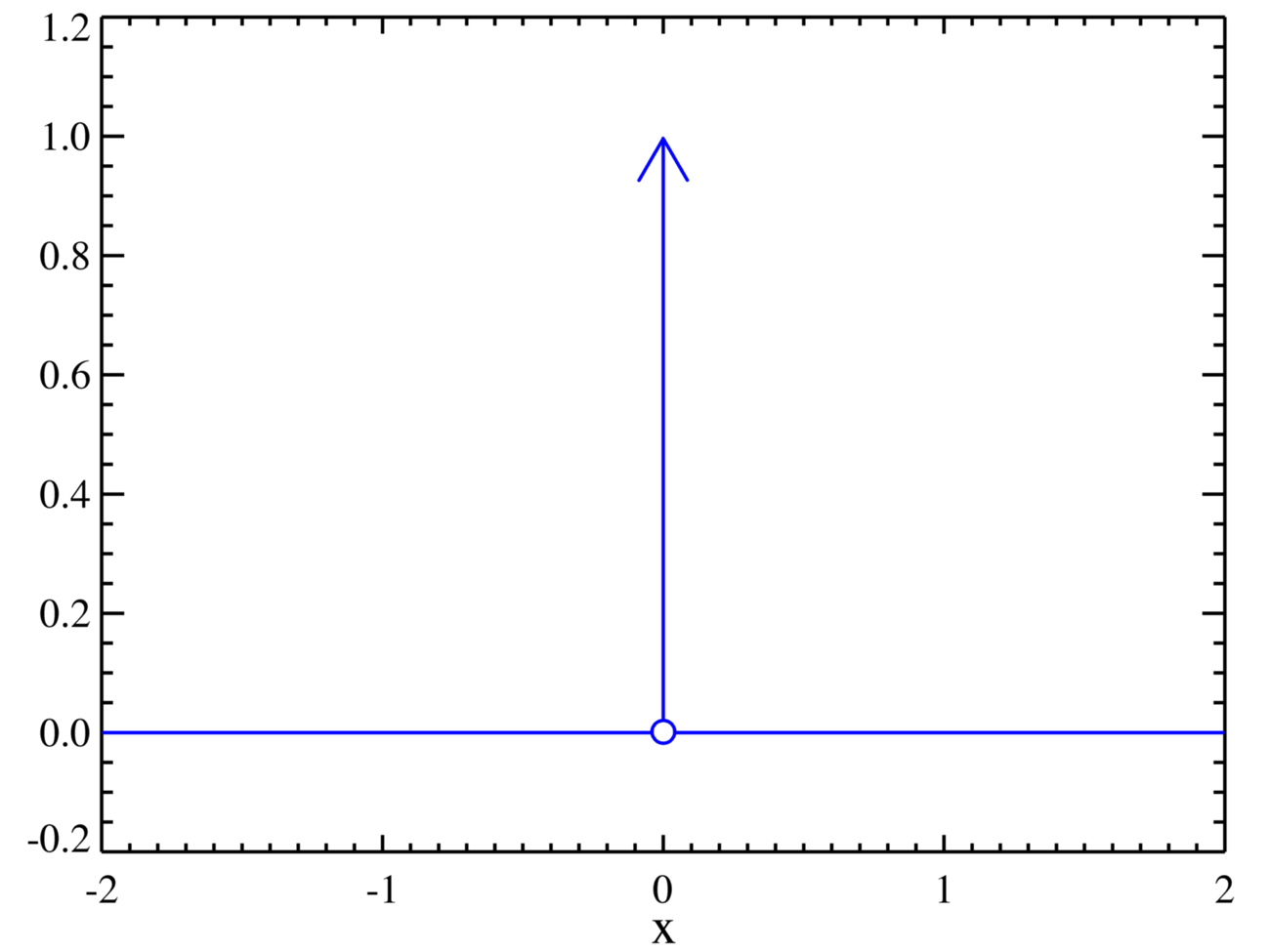
Impulso semplice

La teoria dei segnali è una teoria ingegneristica che studia e definisce le proprietà matematiche e statistiche dei segnali, definiti come funzioni matematiche del tempo. In generale, un segnale è una variazione temporale dello stato fisico di un sistema, dove il sistema in questione può essere il più disparato, o di una grandezza fisica, come la tensione o l'intensità di corrente per i segnali elettrici o i parametri di campo elettromagnetico per i segnali radio, che serve per rappresentare e/o trasmettere messaggi e informazioni da una sorgente a una destinazione. In elettronica, un segnale viene studiato attraverso un modello matematico o funzione, in cui il tempo (o il suo inverso, la frequenza) è considerato variabile indipendente.

## Descrizione

Segnale sinusoidale

Segnale a gradino

Onda quadra e sua composizione in armoniche

Visualizzazione in frequenza di un segnale AM. Al centro la portante (carrier).

Campionamento di un segnale

Segnale digitale

Convoluzione di due impulsi rettangolari

Convoluzione di un impulso rettangolare con la risposta impulsiva tipica di un circuito RC: il valore della convoluzione è la risposta del circuito quando l'ingresso è l'impulso rettangolare.

Modulazione di segnali

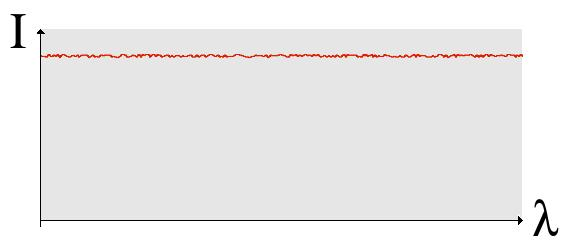
Il rumore bianco presenta uno spettro “piatto” su tutto l'intervallo di lunghezze d'onda considerato

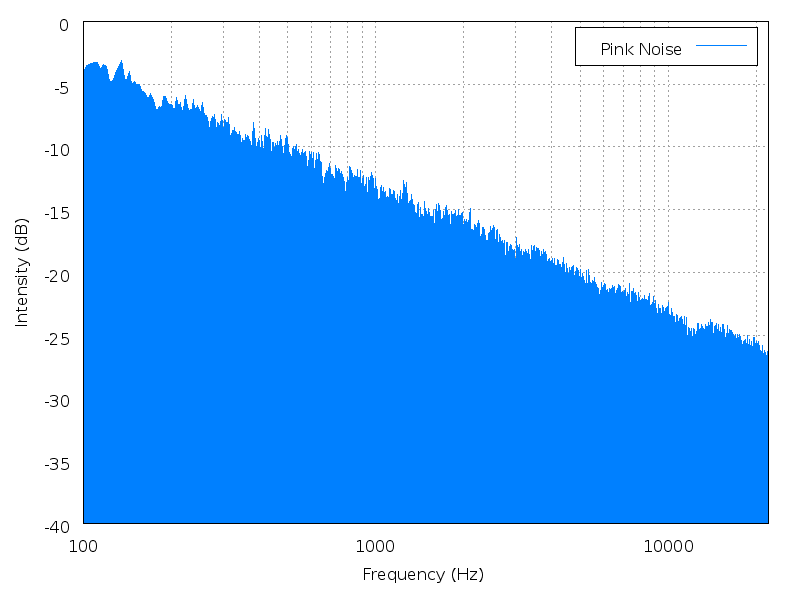
Spettro di rumore rosa

Spettro di rumore grigio

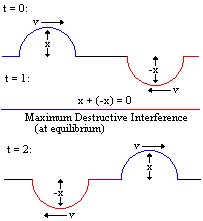
Interferenza distruttiva

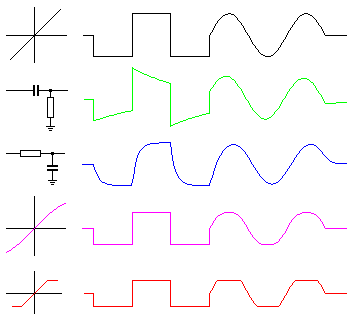
Grafici di onde e versioni distorte della stessa onda

In generale esistono diversi tipi di segnali, ma tutti sono accomunati dall'essere in natura segnali casuali e continui e quasi mai deterministici. La teoria dei segnali studia la rappresentazione dei segnali in modo da poter poi manipolarli e trattarli matematicamente. Questa rappresentazione richiede l'uso di matematica astratta e, nel caso di segnali stocastici, della teoria della probabilità. La teoria si suddivide in due grandi branche a seconda del tipo di segnale in esame: i "segnali determinati" o deterministici, di cui è possibile predire il valore in un qualunque istante a piacere, e i "segnali stocastici" o aleatori, il cui valore non è prevedibile, ma su cui è possibile ottenere soltanto delle proprietà statistiche e che rientrano nella più vasta tematica dei processi aleatori o stocastici.
Nella trasmissione di informazione a distanza (telecomunicazione) i segnali determinati vengono utilizzati per la modulazione tramite portante, mentre i segnali contenenti l'informazione sono invece segnali aleatori, quindi processi stocastici, dal momento che l'informazione viaggia sotto forma di "innovazione" ovvero varia in maniera aleatoria nel tempo. I segnali periodici possono essere trattati mediante l'astrazione in uno spazio vettoriale lineare quale lo spazio di Hilbert e quindi con l'utilizzo della serie di Fourier. Per quanto riguarda i segnali non periodici, questi necessitano della trasformata di Fourier. Altra suddivisione è quella in "segnali continui" e "segnali discreti". Ad essi si associano rispettivamente le comunicazioni analogiche e le comunicazioni digitali. Parte della teoria dei segnali è intimamente connessa con la teoria dei sistemi giacché molti segnali transitano come input in sistemi che elaborano ovvero trasformano il segnale in ingresso restituendo in uscita un certo output. Centrale è anche l'analisi di Fourier ovvero l'analisi spettrale.

### Classificazione
I segnali vengono classificati in varie categorie, a seconda delle loro proprietà.
In riferimento al tempo si definisce:
- segnale a tempo continuo: l'asse dei tempi può assumere un qualsiasi valore reale,
- segnale a tempo discreto: l'asse dei tempi assume solo valori discreti, ad esempio 1, 2, 3...

In riferimento alla variabile dipendente si distinguono:
- segnale ad ampiezza continua: i valori assunti dall'ampiezza del segnale sono numeri reali appartenenti ad un intervallo, cioè possono assumere uno qualsiasi degli infiniti valori compresi tra un minimo ed un massimo;
- segnale ad ampiezza quantizzata: i valori assunti dall'ampiezza del segnale sono numeri interi, cioè appartengono ad un insieme finito di valori precisi.
- segnale bipolare o bidirezionale: assume nel tempo sia valori negativi che valori positivi.
- segnale unipolare o monodirezionale: assume nel tempo solo valori negativi o positivi.

Da queste distinzioni si definiscono:
- segnale analogico: segnale a tempo continuo e ad ampiezza continua
- segnale digitale o numerico: segnale a tempo discreto e ad ampiezza quantizzata.

Inoltre, in base alla possibilità di prevedere l'ampiezza futura, i segnali si distinguono in:
- segnale deterministico: segnale di cui si conosce esattamente l'andamento dell'ampiezza in funzione del tempo;
- segnale stocastico o aleatorio: l'andamento dell'ampiezza è caratterizzabile solo in termini statistici;

Un segnale può anche essere periodico o non periodico, si dice periodico quando una parte di questo si ripete nel tempo ugualmente. L'intervallo di tempo in cui si ripete la parte è detto periodo. Nelle telecomunicazioni, dal punto di vista del tipo di informazione trasportata fino all'utente si può distinguere essenzialmente tra:
- segnale audio;
- segnale video;
- segnale dati

ciascuno con caratteristiche diverse in termine di banda di trasmissione richiesta.
Dal punto di vista della tipologia fisica del segnale si ha:
- segnale elettrico;
- segnale elettromagnetico;
- segnale acustico.

In generale un segnale è caratterizzabile da una velocità di propagazione nel mezzo considerato e, nelle telecomunicazioni, dalla quantità di informazione trasportata a mezzo del teorema di Shannon-Hartley.

### Segnali e informazione
Un segnale portante per trasportare informazione deve essere modulato dal segnale contenente l'informazione da trasmettere attraverso varie possibili tecniche di modulazione.

### Segnali e mezzi trasmissivi
Un segnale, una volta trasmesso, si propaga sempre attraverso un mezzo trasmissivo. Per segnali elettrici il mezzo trasmissivo è sempre un portante fisico cablato che esibisca un comportamento da conduttore elettrico per il segnale stesso (linea di trasmissione o cavo elettrico).
Per segnali elettromagnetici il mezzo trasmissivo può essere sia un portante fisico sia un portante radio ovvero nel primo caso una guida d'onda metallica, una guida dielettrica (es. fibra ottica), un cavo coassiale, nel secondo l'etere o lo spazio libero.

## Analisi
- Dominio nel tempo (durata, frequenza, ampiezza)
- Dominio della frequenza (Trasformata di Fourier e spettro del segnale) (vedi Analisi di Fourier e Rappresentazione spettrale dei segnali).

### Tipologie
- Impulso semplice
- Impulso quadrato (diff. tra due funz. gradino)
- Sinusoide
- Onda quadra
- Gradino
- Funzione triangolo (diff. tra due funz. rette)

## Effetti indesiderati
Effetti indesiderati sulla propagazione e ricezione del segnale sono:
- attenuazione;
- rumore;
- interferenza;
- dispersione;
- distorsione.

### Rapporto segnale/rumore
Nell'ambito di una trasmissione dati reale attraverso un sistema di telecomunicazioni o un qualsiasi sistema elettronico al segnale si associa sempre del rumore, almeno quello di tipo termico, così che acquista importanza ai fini della rilevazione del segnale informativo il rapporto segnale/rumore: tanto maggiore è tale rapporto tanto più il segnale informativo trasmesso è puro e facilmente decodificabile, tanto più è basso tale rapporto tanto più il segnale informativo è corrotto dal rumore e più facilmente si commettono errori in fase di decodifica.
Tale concetto è estendibile anche ai segnali rilevati nei fenomeni naturali giacché anche in tali circostanze è rilevabile tipicamente un rumore di fondo per la particolare grandezza fisica di interesse.
In aggiunta a ciò risulta importante anche il rapporto segnale/interferenza dove quest'ultima è causa di distorsione.

## Operazioni su segnali

### Su segnali analogici informativi
- Moltiplicazione di due segnali tramite mixer;
- Sfasamento di fase tramite sfasatore;
- Ritardo aggiuntivo tramite linea di ritardo;
- Amplificazione/attenuazione tramite amplificatore/attenuatore;
- Raddrizzamento di segnale oscillante tramite diodo;
- Rigenerazione tramite rigeneratore;
- Filtraggio componenti in frequenza tramite filtro elettronico;
- Equalizzazione/disequalizzazione in ampiezza nel dominio delle frequenze tramite equalizzatori/disequalizzatori;
- Campionamento;
- Autocorrelazione/intercorrelazione;
- Convoluzione;
- Modulazione/demodulazione, analogica o digitale tramite modulatore/demodulatore;
- Conversione di dominio (es. da dominio del tempo a dominio della frequenza o spettro e viceversa tramite Trasformata/Antitrasformata di Fourier proprie dell'Analisi armonica o Analisi di Fourier);
- Conversione di frequenza della portante tramite convertitore down converter o up converter.
- Conversione analogico-digitale tramite convertitore analogico-digitale;
- Conversione digitale-analogico tramite convertitore digitale-analogico;
- Multiplazione/demultiplazione di più tributari tramite multiplatori/demultiplatori;
- Selezione tra due o più segnali in ingresso tramite selettore;
- Separazione tramite splitter di un segnale.
- Compressione dati;
- Cifratura.

### Su segnali discreti binari
Elaborazione digitale o operazioni booleane su onde quadre;
- OR
- AND
- NOT
- XOR
- NAND

Vedi anche elaborazione numerica dei segnali.

### Su segnali elettrici di potenza (correnti elettriche)
- Amplificazione/riduzione di tensione tramite trasformatore;
- Riduzione/moltiplicazione di frequenza (per correnti alternate);
- Conversione continua-alternata (DC-AC) tramite inverter;
- Conversione alternata-continua (AC-DC) ovvero raddrizzamento tramite diodo.

## Applicazioni

Corrente alternata

Sistema di trasmissione

La teoria trova ampia applicazione in tutti i settori della trasmissione, dell'elaborazione e dell'automatizzazione dell'informazione, ovvero nelle telecomunicazioni, in elettronica e in informatica.
In fisica un segnale rappresenta una qualsiasi grandezza fisica che varia nel tempo in maniera deterministica o aleatoria (se trasporta informazione), descrivibile quindi in termini di funzione nota del tempo oppure di processo aleatorio. Tipicamente può essere un segnale acustico o più in generale un'onda di pressione, un segnale elettrico o un'onda elettromagnetica. Una volta trasmesso si propaga tipicamente in un mezzo trasmissivo che ne costituisce il canale di propagazione o comunicazione.
Esso rappresenta dunque il mezzo attraverso i quali sono veicolate le informazioni tra un'entità trasmittente ed una ricevente. Le proprietà matematiche di un segnale sono oggetto di studio della teoria dei segnali.